# Raschig-Hooker-Prozess
Der Raschig-Hooker-Prozess ist ein großtechnisches Verfahren zur Herstellung von Phenol. Er wurde erstmals 1939 von Fritz Raschig publiziert und stellte eine Alternative zum Sulfosäureverfahren und der Chlorbenzoldruckverseifung dar. 

## Der Prozess
Im ersten Schritt wird Benzol zu Chlorbenzol chloriert. Dies geschieht bei Temperaturen um 250 °C im salzsauren Milieu in Anwesenheit von Sauerstoff. Als Katalysator wird Kupfer(II)-chlorid zusammen mit Aluminiumhydroxid eingesetzt. Das in diesem Schritt entstandene Chlorbenzol wird im zweiten Schritt durch saure Hydrolyse in Phenol überführt, wodurch Chlorwasserstoff zurückgebildet wird.
1. {\displaystyle {\ce {C6H6 + HCl + 1/2 O2 -> C6H5Cl + H2O}}}
2. {\displaystyle {\ce {C6H5Cl + H2O -> C6H5OH + HCl}}}

In die Nettoreaktion gehen somit nur Benzol und Sauerstoff ein. 
{\displaystyle {\ce {C6H6 + 1/2 O2 -> C6H5OH}}}
Der Katalysator Kupfer(II)-chlorid wird im Verlauf der Reaktion zu Kupfer(I)-chlorid reduziert und später wieder oxidiert.
Die Ausnutzung der eingesetzten Salzsäure zur Chlorierung ist temperaturabhängig und besitzt ein Maximum etwa bei 250 °C. Es können hierbei Umsätze von 99,5 % erzielt werden. 
Als Nebenprodukte entstehen höher chlorierte Benzolderivate. Den Hauptanteil besitzen hierbei die Isomere des Dichlorbenzols. Auch Tri-, Tetra-, Penta- und Hexachlorbenzol entstehen in geringen Mengen in absteigender Menge.